# Municipio de Ayutla
Municipio de Ayutla är en kommun i Guatemala. Den ligger i departementet Departamento de San Marcos, i den västra delen av landet, 170 km väster om huvudstaden Guatemala City, på gränsen till Mexiko. Huvudorten är Ciudad Tecún Umán.